# Neotanais americanus
Neotanais americanus är en kräftdjursart som beskrevs av Frank Evers Beddard 1886. Neotanais americanus ingår i släktet Neotanais och familjen Neotanaidae. Inga underarter finns listade i Catalogue of Life.